# Ace Combat Infinity
Ace Combat Infinity (エースコンバット インフィニティ, Ēsu Konbatto Infiniti) est un jeu vidéo de combat aérien développé par Project Aces. Le jeu est édité par Namco Bandai Games en mai 2014 sur PlayStation 3.
Dix-huitième opus de la série Ace Combat, il est officiellement annoncé par Namco Bandai Games le 2 août 2013. Le jeu est le premier de la franchise à adopter un modèle économique en free to play. Les serveurs ont fermés leur portes le 31 Mars 2018.

## Synopsis
En 1994, un astéroïde détruit (5254) Ulysse, un des astéroïdes troyens de Jupiter. Un amas de 10 000 météores se dirige vers la Terre. Les grandes puissances construisent des canons électromagnétiques pour en détruire un maximum. En juillet 1999, cette vague de météorites ravage 20 % de la surface de la planète et touche particulièrement l'Eurasie. Cela conduit à d'énormes bouleversements géopolitiques.
Deux décennies plus tard, le joueur incarne un pilote de chasse mercenaire travaillant pour l'organisation des Nations unies luttant contre une organisation terroriste.

## Développement
Le jeu cesse d'exister le 30 mars 2018.